# Notre-Dame-du-Pré
Notre-Dame-du-Pré é uma comuna francesa na região administrativa de Auvérnia-Ródano-Alpes, no departamento de Saboia. Estende-se por uma área de 18,2 km². Em 2010 a comuna tinha 255 habitantes (densidade: 14 hab./km²).